# Archips strianus
Archips strianus es una especie de polilla del género Archips, tribu Archipini, familia Tortricidae. Fue descrita científicamente por Fernald en 1905.

## Descripción
La envergadura es de 21-25 milímetros.

## Distribución
Se distribuye por Canadá.